# 安东尼·韦恩
安东尼·韦恩（英語：Anthony Wayne，1745年1月1日—1796年12月15日），是美国独立战争时期的大陆军的指挥官。因其火爆的性格，获得了“疯子安东尼”的绰号，曾经指挥或参与过独立战争时期的各场战役，独立战争后，又参与指挥了西北印第安战争。

## 早年
1745年1月1日生于宾夕法尼亚州韦恩·斯伯勒的家庭，安东尼·韦恩是艾萨克·韦恩和伊丽莎白·艾丁斯的儿子。年轻的时候他被送到附近的费城，接受他叔叔加布里埃尔·韦恩管理的学校的教育。在校期间，韦恩凸显了他的桀骜不驯的性格以及对军事的浓厚兴趣。后来他又去了费城学院（今天的宾夕法尼亚大学）学习，最终成为一名测量师。
1765年，他代表宾夕法尼亚州的一家土地公司被派往新斯科舍省，曾与本杰明·富兰克林等人一起工作。他后来去了加拿大，在加拿大的蒙克顿工作一年。之后返回到了宾夕法尼亚州。
他的父亲在宾夕法尼亚州经营一家最大的制革厂，他回家后一面协助父亲的事业，一面继续做测量工作，韦恩后来成为了该殖民地日益突出的人物，他于1766年与玛丽·彭罗斯在费城的一家教堂结婚。这对夫妇最终有两个孩子，玛格丽塔（1770年）和艾萨克（1772年）。韦恩的父亲于1774年去世后，韦恩继承了该公司。他积极参与地方政治，并于1775年在宾夕法尼亚州立法机关服务。

## 美国独立战争
美国独立战争爆发后，韦恩协助从宾夕法尼亚州筹集军团，为新成立的大陆军服务。由于他对军事方面一直保持着浓厚兴趣，他于1776年初成功获得了宾夕法尼亚州第4团的上校委员会成员。1776年6月8日，韦恩被派往北部协助本尼迪克特·阿诺德准将指挥的在加拿大的三河市之戰，大陆军在此战役中遭到了挫败，他在提康德罗加堡接替了指挥，并将这支疲惫不堪的军队成功地撤回本土。为此他于1777年2月21日被晋升为准将，后来他跟随乔治·华盛顿将军南下，并且接管了大陆军在宾夕法尼亚的前线指挥。
晋升之后的韦恩，在9月11日参战的布兰迪万河战役中遭到了挫败。韦恩的部队在查兹福德（Chadds Ford）沿着布兰迪万河一路抵抗威廉·馮·克尼普豪森中将带领的黑森军队的攻击时，而威廉·豪将军率领的英军突然出现在大陆军两侧，在黑森军队和英军的联合夹击下，韦恩和其他大陆军的将领们从战场溃败下来。在布兰迪万河战役不久，9月21日晚上查尔斯·格雷少将指挥的英军又出其不意地突袭了韦恩部队。这场战斗被称为“佩奥利大屠杀”。
10月，大陆军经过重组后，韦恩又指挥了10月4日的日耳曼敦战役。在战斗开始阶段，他指挥的士兵协助其他部队对英军指挥中心实施打击，起始战斗还算进行得顺利，然而，因为晨雾和硝烟造成的视野不良，韦恩的部队遭到了自己人的误击而陷于混乱，以致韦恩不得不撤出了战斗。1777年年底大陆军撤退到了福吉谷冬季营地。在漫长的冬季期间，韦恩被派往新泽西，为驻扎在福吉谷营地的大陆军成功地完成了筹集军需食物的任务。
1778年6月27日，蒙茅斯战役打响之后，韦恩和他的部队作为查尔斯·李少将的先遣部队参加了战斗。由于李指挥失误和临阵脱逃，韦恩的部队被数倍于己的英军困住，直到华盛顿增援部队赶到才得以解脱。华盛顿随即让韦恩接管了李的指挥，并重新构筑了防线。这次战役中韦恩与其他将军们一起作战，最终迫使英军退出了战场。
在1779年夏天，克林顿中将试图引诱华盛顿走出新泽西州和纽约州的山区，为了完成这个任务，他派出了大约8,000名士兵到哈德森，并攫取了河西岸的斯托尼角以及海岸的弗拉普克角这些支撑点，华盛顿研究了这些情况后，命令韦恩指挥的陆军轻步兵团拿下斯托尼角。而韦恩为此制定了大胆的攻击计划，这就是1779年7月16日夜晚的那场斯托尼角战役，韦恩为了不使英军发现他们的行动，他将进攻部队分为主攻部队和佯攻部队，他命令主攻部队不得开枪以免惊动敌军，而是用刺刀肉搏战来攻击英军；韦恩利用英国防御中的缺陷，同时率领佯攻部队进攻英军阵地，尽管他自己也受了伤，但是两路部队仅用了30分钟就成功地从英军手中夺取了这个阵地。为此他获得了大陆议会颁发的勋章。
接下来，大陆军又取得了两场在纽约州的西点和佛吉尼亚州的詹姆斯城县（清泉战役）的战役胜利，由于韦恩在这两场战役的大胆指挥获得了高度评价。韦恩于1783年10月10日晋升为少将。

## 与印第安人的战争

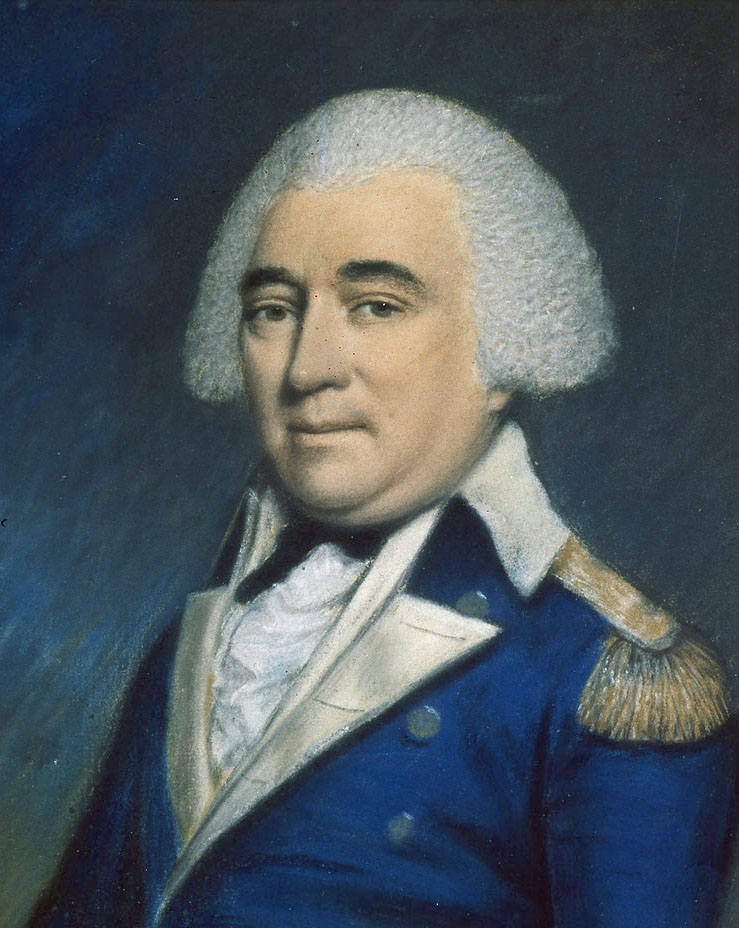
安东尼·韦恩肖像（(Sr.James Sharples作于1795)）

英国在独立战争战败后，安东尼.韦恩又转战南方，与英国同盟军的印第安人进行作战，之后他代表美国联邦政府与佐治亚州当地原住民克里克人和切羅基人谈判和平条约，从而稳定住了美国南方，为了感谢他的贡献，佐治亚州政府赠与了他大片的水稻田。美国独立后，他返回了家乡宾夕法尼亚州，再度当选为州议会议员，四年后辞职，又前往乔治亚州，准备在这里以种植经营为生，颐养天年。
然而独立战争的后遗症并没有就此消失，1783年英美巴黎协议签订后，英国将北美的西北部领土割让给美国联邦，但是英国并没有就此与其曾为同盟军的印第安人协商，印第安人对此异常不满，坚决反对将自己的土地割让给刚刚独立不久的美国，于是印第安各部落的迈阿密族、肖尼族、特拉华部落、休伦族联合起来，同时又得到英国的暗中支持，分别于1790年、1791年两场战斗中挫败了美国联邦军队。在英国军人的〝顾问"参谋和鼓动下，西部联盟与美国联邦政府的谈判已经是越谈越僵，印第安人坚决不接受美国联邦政府要以俄亥俄河以南至密西西比河以西为美国国界的条件，在双方都不肯让步的情况下，其结果最后只能是以兵戎相见来解决争端。
鉴于西北地区的动荡局势，1792年安东尼·韦恩接到了乔治.华盛顿总统再度出山的邀请，出任新成立的美国特种部队合众国军团总指挥官。
安东尼·韦恩虽然个性火爆，治军严格，但却不鲁莽，他在宾夕法尼亚西部的里建维尔开辟一处军事基地，进行秘密练兵，他将部队分为四个独立的单位，加强炮战、野战、山头战、山林站，肉搏战等技能和体力训练等，并在出征的途中，建立军事军营兼物质补充站，和继续不断的培训新兵，作为长久作战之计。为了向西部印第安部落联盟发出讯号，安东尼·韦恩就在沃巴什河战役的全军覆灭之地的俄亥俄里克弗力堡，建立了一个庞大的军营，作为作战指挥部，这个动作，对欠缺战略思想训练的美洲土著印第安人来说，是一个无法忍受的挑衅，于是准备大举向美国联邦军队进攻，这正中安东尼·韦恩的下怀。安东尼·韦恩在大营里面的有利地位，伏下了125名神枪手，等待印第安酋长们率军前来。在韦恩少将的军队进驻之初，印第安人想使用他最拿手的夜袭招数，但发现军营内全天候都是戒备森严，连韦恩少将的帐营也是灯火通明，没有人睡觉，这个疑敌战略，迷惑了西部印第安部落联盟的战士们，使他们不敢进行夜袭。
1793年6月30日，两千名多印第安人战士突袭了联邦军队的运输补给队，并将美国陆军威廉·法兰德·麦克马洪少校(Major William Friend McMahon)击毙，乘着美国陆军的败退，兰布袋酋长身先士卒，领着手下武士们率先冲进了美国陆军大营，但被125名神枪手的子弹射了回去，接连两天，十次冲杀，印第安人以两倍于敌的人马仍然无法将韦恩军营攻下。就这样，韦恩少将的联邦军队与印第安西部联盟武装在俄亥俄的战事持续了十四个月。
1794年8月20日，安东尼·韦恩少将的4,600名久经训练的精良部队，与由英国军官亚历山大·麦基洛普上尉(Captain Alexander McKillop)为军师、兰布袋酋长和巴克康伽赫拉斯酋长共同率领着3,000名疲惫焦躁的西部联盟战士，会战于现在的俄亥俄州托莱多县(Toledo,Ohio)。在大战前两天，因飓风吹倒了许多的大树，散乱地横了一地，善于肉搏战的美洲土著印第安人战士认为这是一种吉祥征兆，尤其是附近的英军军营，也是印第安联盟部落的后台和避风港。
就像印第安人错误地相信英国军队会出面为他们作战一样，地上的乱树并没有吓跑久经训练的合众国军团，一声军号，两千多联邦军队的士兵挺着明晃晃的刺刀，向印第安人冲来，与此同时，印第安军团两侧又冲出来的联邦军骑兵团，把印第安战士包围了起来，在训练有素的联邦军队冲击下，印第安战士们纷纷朝着英国军营方面撤退，希望能到英国军营的庇护，可是英国军营已经接到上级的军令，不得卷入战事，以免引起与美国联邦军队的冲突，因此紧闭营门，不允许印第安人战士入内，被拒之门外的印第安人战士溃散下来。合众国军团继续追杀，捣破了附近数个印第安人村落，烧毁了所有印第安人赖以为生的粮库和田野，这场战役中，联邦军队的军人阵亡38人，受伤98人。印第安人伤亡不详，但是联邦军队在路边和田野里，找到了19名印第安部落联盟战士的尸体。美国史学家称这场惨烈的正面大战为“福伦廷伯斯战役”。

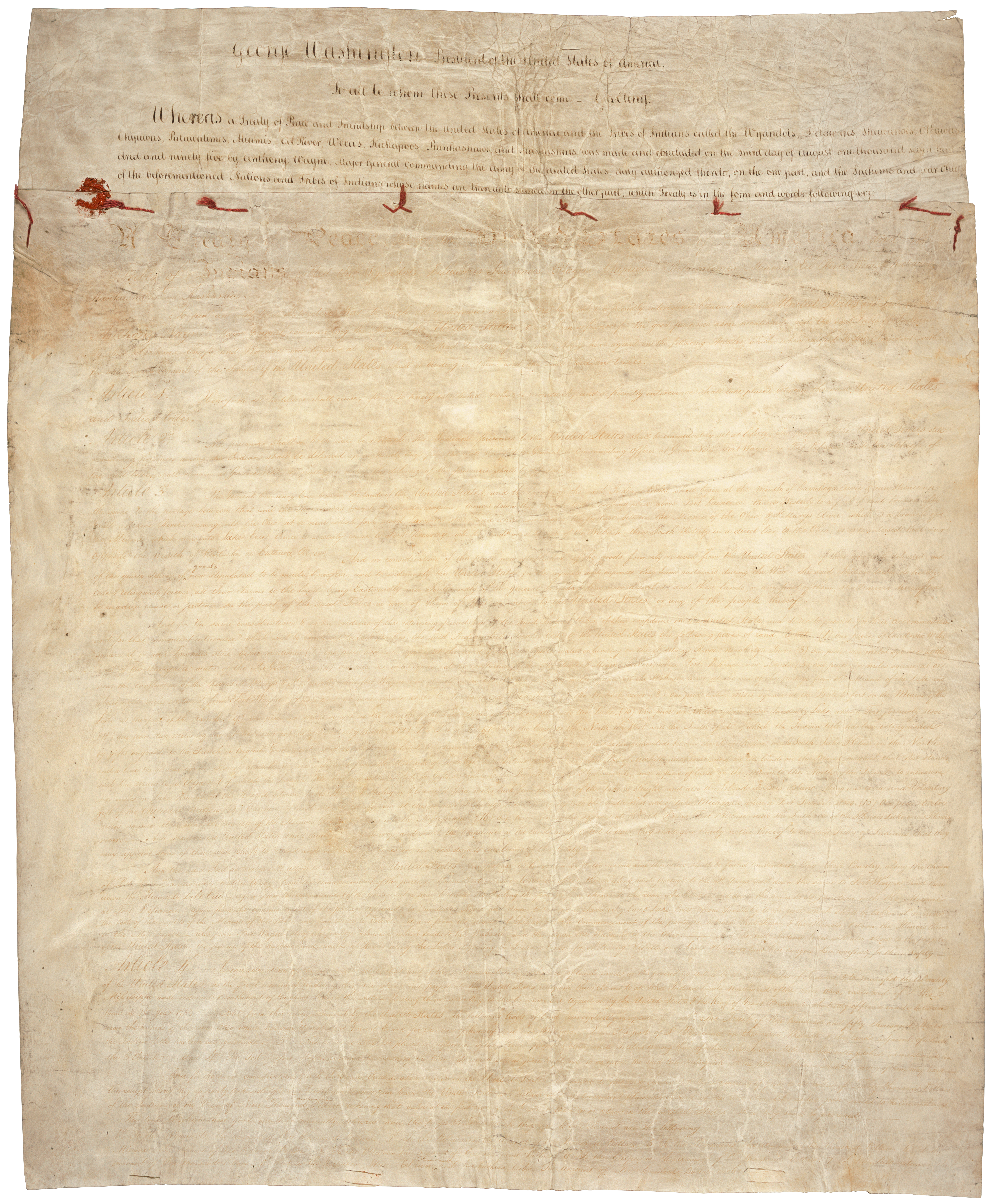
《格林维尔条约》

〝福伦廷伯斯战役"迫使西部联盟的十个部落与美国联邦政府代表韦恩少将于1795年8月3日签订了城下之盟的《格林维尔条约》。
《格林维尔条约》的主要内容是以下四条：
第一，双方结束战争状态，互相和平共存；
第二，美国政府向西部联盟的十个部落提供价值两万美元的物质如毯子、家庭用具和活牛羊等；
第三，美国联邦政府每年定期向西部联盟的十个部落提供医药、顾问、教育和补助经费；
第四，西部联盟永远割让大部分的俄亥俄与附近的土地予美国联邦政府

## 逝世
1796年12月15日，韦恩从底特律的军事基地返回宾夕法尼亚的途中，因痛风引起的并发症猝死。死后被埋葬在今天宾夕法尼亚州的伊利的派斯克小岛堡。1809年韦恩的遗骸又从该坟墓掘出，移转到宾夕法尼亚州今天以他名字命名的韦恩县重新下葬。